# 淨雅餐飲集團
淨雅餐飲集團，是在1988年由张永舵創立，初時經營街邊卖包子，到現時主要業務銷售高檔海鮮餐飲名店。
淨雅餐飲集團原本2011年申請在深圳證券交易所中小板上市，但因對衛生問題，再加上成本效益存在問題等多項原因，而取消有關計劃。